# کیکی‌سابلو

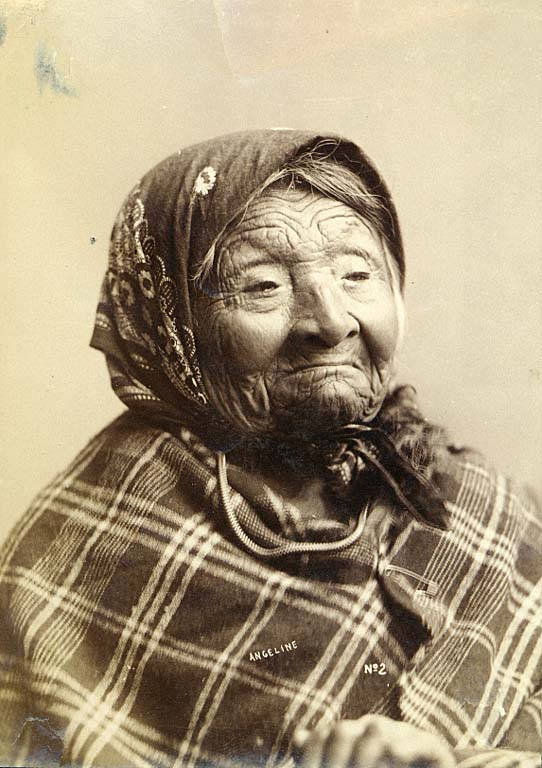
کیکی‌سابلو c. ۱۸۹۳ اثر فرانک لا روش

پرنسس آنجلین (ح. ۱۸۲۰ – ۳۱ مه ۱۸۹۶)، که در زبان لوشوت‌سید به عنوان کیکی‌سابلو, کیک-ایس-ام-لو, یا ویک نیز شناخته می‌شود، نخستین دختر رئیس سیاتل بود.

## زندگی‌نامه
او حدود سال ۱۸۲۰ در رئیس سیاتل در منطقه‌ای که امروزه به عنوان راینیر بیچ در سیاتل، واشینگتن شناخته می‌شود، به دنیا آمد. نام او توسط کاترین بروشیرز می نارد، همسر دوم داک می نارد، به آن داده شد. در سال ۱۸۵۶، در جریان جنگ خلیج پوجت، گفته می‌شود که او پیامی از پدرش به ساکنان سیاتل در مورد حمله قریب‌الوقوع یک نیروی بزرگ ائتلاف بومی منتقل کرده است. به لطف این هشدار، مهاجران و قبایل بومی بی‌طرف توانستند در جریان نبرد سیاتل از خود دفاع کنند.

موافقت‌نامه توافق‌نامه پوینت الیوت در سال ۱۸۵۵ از تمامی دومیش‌ها خواسته بود که از زمین‌های خود به مناطق مخصوص بومیان نقل مکان کنند، اما کیکی‌سابلو در سیاتل باقی ماند و در کابینی در خیابان غربی در بین خیابان‌های پیک و پاین، نزدیک به جایی که امروزه بازار پیک پلیس قرار دارد، زندگی می‌کرد. او لباس شست و سبدهای دستبافت می‌فروخت. مانند پدرش، کیکی‌سابلو مسیحی شد و تا زمان مرگش در ۳۱ مه ۱۸۹۶ کاتولیک رومی باقی ماند. 

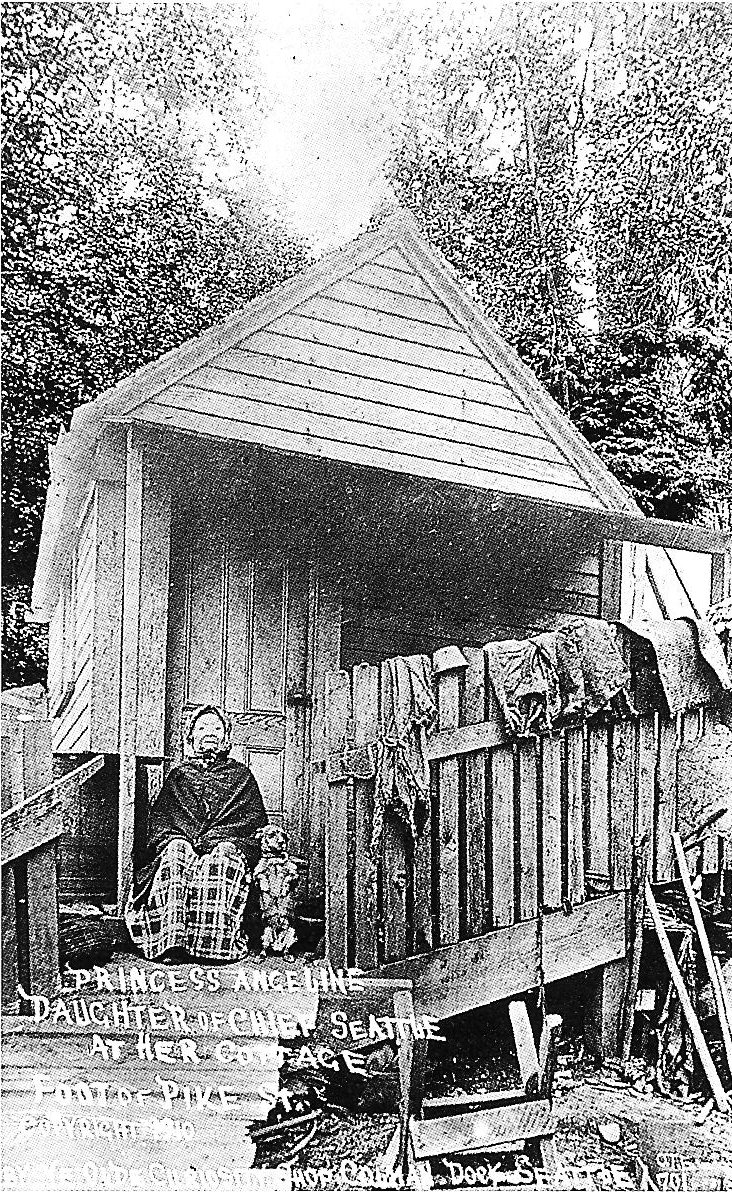
کارت پستال کیکی‌سابلو و خانه‌اش در نزدیکی پایین خیابان پیک، سیاتل، واشینگتن

 او در گورستان دریاچه ویو در کاپیتول هیل، کنار هنری یسلر به خاک سپرده شد (در یک تابوت به شکل قایق). سال‌ها بعد، دانش‌آموزان سیاتل برای نصب سنگ قبر پول جمع‌آوری کردند.
چرنیکل آکادمی مقدس نام‌ها گزارش داد:

۲۹ مه ۱۸۹۶. با مرگ آنجلا سیاتل، آخرین نسل‌های مستقیم رئیس بزرگ سیاتل که این شهر به نام او نام‌گذاری شده بود، از دنیا رفتند. آنجلا—پرنسس آنجلا—همان‌طور که معمولاً گفته می‌شد، در سراسر جهان مشهور بود… آنجلا یک چهره آشنا در خیابان‌ها بود، خمیده و چروکیده، دستمال قرمزی بر سر، شالی بر تن، به آرامی و با درد با کمک عصا راه می‌رفت؛ دیدن این زن بومی فقیر که به‌طور مذهبی دانه‌های تسبیح خود را می‌شمرد، منظره‌ای غیرمعمول نبود. مهربانی و سخاوت مردم سیاتل نسبت به دختر رئیس… در مراسم خاکسپاری او که از کلیسای بانوی یاری خوب برگزار شد، نشان داده شد. کلیسا با شکوهی تزئین شده بود؛ بر روی تابوتی که به صورت یک قایق تزئین شده بود، همه آنچه از بدن پرنسس آنجلا باقی‌مانده بود، استراحت می‌کرد.

## میراث
خیابان S. Angeline در بییکن هیل سیاتل و در کلمبیا سیتی و پارک سوارد به نام پرنسس آنجلا نام‌گذاری شده است. همچنین، آنجلا و خیابان S. Angeline در سرزمین قبلی قبیله‌ای او در سوکوامیش (شهرستان کیتساپ) وجود دارند.
او همچنین در رمان چری پریست به نام بونشیکر حضور دارد.
در عکس‌ها، کیکی‌سابلو بیشتر در حال پوشیدن دستمال قرمز، شال و لایه‌های زیادی از لباس‌ها به تصویر کشیده شده است. او توسط افرادی مانند اف. جی هاینس، ادوین جی بیلی،  فرانک لا روش،  ادوارد اس. کرتیس، و دیگران عکس‌برداری شده است.
در سیاتل، YWCA یک پناهگاه در منطقه بِل‌تاون به نام Angeline's Day Center for Women برای او دارد. این مرکز پشتیبانی برای زنان بی‌خانمان و راهنمایی برای مسکن گذرا فراهم می‌کند.
به دلیل رابطه نزدیک میان جمعیت بومی سیاتل و جمعیت ارکای این منطقه، یکی از ارکای ساکن جنوبی به نام J17 به نام پرنسس آنجلا، به افتخار کیکی‌سابلو، نام‌گذاری شد.